# كينيث موراي (لاعب كرة قدم أمريكية)
كينيث موراي (بالإنجليزية: Kenneth Murray)‏ هو لاعب كرة قدم أمريكية أمريكي، ولد في 1998 في ميسوري سيتي في الولايات المتحدة.

## روابط خارجية
- كينيث موراي على موقع مرجع كرة القدم المحترفة.كوم (الإنجليزية)
- كينيث موراي على موقع كلية كرة القدم في سبورتس رفرنس.كوم (الإنجليزية)